# Reiju Tsuruno
Reiju Tsuruno (japanisch 鶴野 怜樹 Tsuruno Reiju; * 26. Januar 2001 in der Präfektur Kumamoto) ist ein japanischer Fußballspieler.

## Karriere
Reiju Tsuruno erlernte das Fußballspielen in der Jugendmannschaft des Vilanova FC Minamata, in der Schulmannschaft der Rissho University Shonan High School, sowie in der Universitätsmannschaft der Universität Fukuoka. Von September 2021 bis Saisonende 2022 wurde er von der Universität an Avispa Fukuoka ausgeliehen. Der Verein aus Fukuoka spielte in der ersten japanischen Liga. Während seiner Ausleihe kam er für den Erstligisten nicht zum Einsatz. Nach der Ausleihe wurde Inoue am 1. Februar 2023 fest von Avispa unter Vertrag genommen. Der Verein aus Fukuoka spielte in der ersten japanischen Liga. Sein Erstligadebüt gab er am 19. März 2023 (5. Spieltag) im Heimspiel gegen Shonan Bellmare. Bei dem 2:1-Heimerfolg wurde er in der 77. Minute für den Brasilianer Douglas Grolli eingewechselt. Im Januar 2025 wechselte er auf Leihbasis zum Zweitligisten Ehime FC.